# 品牌
品牌包括名稱、徽标、口号和／或关联产品、服务、城市或公眾人物的设计企划。

## 品牌与商标
「品牌」不是「商标」。「品牌」指的是產品或服務的象徵。而符號性的識別標記，指的是「商標」。品牌所涵蓋的領域，則必須包括商譽、產品、企業文化以及整體營運的管理。因此，品牌不是單薄的象徵，乃是一個企業總體競爭，或企業競爭力的總和。品牌不單包括「名稱」、「徽标」還擴及系列的平面視覺體系，甚至立體視覺體系。但一般常將其窄化為在人的意識中圍繞在產品或服務的系列意識與預期，成為一種抽象的形象標誌。甚至將品牌與特定商標劃上等號。
人们从品牌的经验因素上辨别一个品牌的心理因素。经验因素通常由品牌的使用经验构成，心理因素则由品牌的形象，即由与产品或服务相关联的一切信息和预期所创建的符号性的标识。

### 品牌的意義
行銷管理大師Philip Kotler說：品牌的意義在於企業的驕傲與優勢，當公司成立後，品牌力就因為服務或品質，形成無形的商業定位。品牌首先是独占性的商业符号，也就是商标。然后，这一符号需要被人所认知，也就是具有意义。如2022年「全球百大最具聲譽企業」統計名列前五位的品牌：勞力士、法拉利、樂高、勞斯萊斯及賓士於各自服務領域內皆具有不可撼動的權威性。

### 品牌的本质
品牌是一个主体在受众心中的主观认知。
一个品牌是由消费者在多年的使用中所体验的感受积累而成，这些内在的感受就是那个品牌本身，换句话说，品牌的本质并不是名牌的名字，名字只是用来将无形的感受表示出来以识别。如果拿掉了品牌中的感受，那么，就只剩下一个名字了，就只是一个商标而已，至多是一个知名商标。哪个消费者仅仅是因为喜欢名字而购买产品呢？因此，品牌的本质是消费者内心对产品和服务的一种内在的感受。不是诸如公司形象/企业文化等外在的事物。

### 品牌的内涵
当成为一个真正的品牌的时候，意味着在每个消费者的心中都已经形成了一个对这个品牌的认识，而消费者们对品牌的总体上的认识就形成了这个品牌的内涵本身。也就是说，此时，品牌已经不完全属于企业了，或者说，完全不再属于企业本身了，这个品牌实际上存在于消费者的内心中。因此，为了维护品牌的发展，企业与消费者的沟通至关重要。企业不能再根据自己的意愿而随意改变品牌的内涵了，消费者不会接受。企业需要询问消费者心中对品牌的认识，然后通过各种手段不断完善品牌。总之，品牌是一个存在于消费者心中的东西，它并不归属于企业。

### 品牌的發展
品牌可以用自身的經營模式及系統，透過特計經營的方式，發展品牌從而以一個低成本的方式去拓展，將風險控制低水平之內，另一方面加盟商可以透過此方式開始經營生意達到雙贏局面，品牌亦會透過特許經營顧問公司尋找合資格加盟者。

## 历史

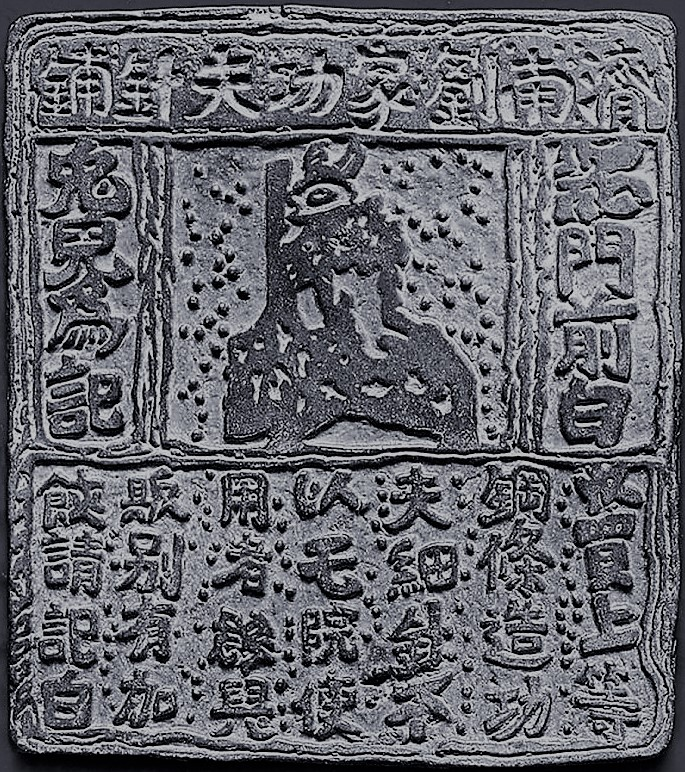
中国至今发现最早的品牌，北宋时期（约公元1000年）济南刘家功夫针铺以及白兔牌。

中文品牌为可代表品质的一系列商誉，用户通过商标即可联想起这个品牌可以提供的成套服务价值以及产品质量。

英文“品牌”Brand原本的語意是“用鐵燒到紅”，主要是在罪犯身上烙下識別的印記，但是這詞在15世紀時才被大量使用在牛身上用于識別，直到19世紀才被應用到所謂“品牌”上。西欧市场上品牌的概念起源于19世纪包装零售商品的出现，工业化将很多家庭产品，以肥皂为例，转移到当地的工厂生产。工厂大批量生产，同时需要将产品向更广阔的市场，向那些只熟悉其本地产品的消费者销售。但工厂很快发现，一些普通包装的外来产品无法和本地产品竞争，于是他们试图使市场相信自己的产品可以与本地产品同样被信任。

## 品牌权益
Kevin Lane Keller认为品牌权益来自品牌行销效果，该效果则视消费者具有的品牌知识而定。品牌知识的来源是由品牌知名度及品牌形象所形成的联想网络记忆模式为主，运用品牌联想网度可以提升品牌知名度及品牌形象。

## 品牌延伸
品牌延伸是指品牌形成之後，運用品牌本身具有的影響力，將其運用到相關產品或類別中去的企業發展策略。例子：新加坡大華銀行，收購繼顯證券後，以大華繼顯品牌提供證券服務。

## 品牌空間
品牌空間（Brand Domain）是指品牌所在的地方、領域。在二維指的是品牌的視覺，如商標、網站內容；在三維世界指的是品牌專櫃、餐廳店面，任何與品牌精神、形象相關的地方。